# Fédération panafricaine des cinéastes
La Fédération panafricaine des cinéastes - FEPACI - est une organisation internationale dont l'idée a été lancée en 1969 au Festival culturel panafricain d’Alger, sous l’égide de l’OUA, inscrite par le symposium dans le manifeste culturel panafricain qu'il adopte. Une Union panafricaine du cinéma est alors créée qui devient la Fédération panafricaine des cinéastes (FEPACI) en octobre 1970 lors de son premier Congrès aux Journées cinématographiques de Carthage pour promouvoir les cinémas d'Afrique et des Diasporas afro-descendantes. 
Son siège se trouve au Burkina Faso. 
Le cinéaste malien Cheick Oumar Sissoko en est le secrétaire général depuis 2013 depuis le  congrès de Johannesburg.